# 南非撤资运动
南非撤资运动，始于1960年代，撤资运动目的在于抵制南非的种族隔离制度，但直到1980年代才大规模开展。1986年，美国以联邦立法的形式推行了撤资行动（disinvestment campaign），据信，该行动迫使南非政府开始就种族隔离问题进行谈判，并最终废除了种族隔离制度。

## 在联合国的运动（1962-1965年）
1962年11月，联合国大会通过了1761号非强制决议，成立了联合国反对种族隔离制度特别委员会（United Nations Special Committee against Apartheid），呼吁对南非实行经济等方面的制裁。所有西方国家都对制裁呼吁表示不满，抵制该委员会。
此决议的议案出台之后，总部位于英国的反种族隔离运动组织（Anti-Apartheid Movement，AAM）牵头安排了1964年4月在伦敦召开的关于制裁的国际会议。按照Lisson的说法：大会的目的是得出经济制裁方案的可行性，以及制裁对南非、英国、美国及其保护国的经济所产生的影响。因为知道对制裁行动最强烈的反对来自西方（包括身处西方的英国），该委员会竭尽全力多方向吸引社会各界人士发出声音、参与大会，保证大会结论的公正。
該次大会名为对南非进行经济制裁的国际大会（International Conference for Economic Sanctions Against South Africa）。Lisson是这样评价的：
确立了国际社会有组织的对南非进行经济制裁的必要性、合法性和可行性，该国的政策被视为对南非和世界之和平与安全的直接威胁。会议结果同时指出，为保证制裁产生效力，制裁方案必须有美国和英国参与，虽然两国也是执行制裁方案的主要障碍。

### 尝试说服英国政策制定者
大会并没有成功说服英国对南非进行经济制裁。相反，英国政府“坚持自己的观点，认为制裁是不符合宪法的，因为‘我们认为南非政府的做法并没有对国际和平与安全产生威胁，也不相信制裁能够对说服南非政府改变政策产生实质影响’”。
反种族隔离运动组织（AAM）尝试把制裁成为1964年英国大选的辩题之一，质询候选人对南非实行经济制裁并采取其它惩罚性措施的看法。大多数候选人都给出了肯定的回答。但是，获胜后的工党完全放弃了之前对种族隔离问题的承诺。随即，工党领袖哈罗德·威尔逊告诉媒体：工党“不会选择经济制裁，即便制裁真的有效，也会影响到我们最关心的人——必须要保持某种优雅生活的南非白人和黑人”。即便根据Lisson的说法，即便如此“AAM仍然希望新的工党政府能够比前任政府更好地感知公众的要求”。但是到1964年，形势已经很明显了，选举工党上台丝毫也没有改变政府对经济制裁的抵制态度。

### 西方的坚决反对
Lisson也概要描述了1964年在联合国令人失望的局势：
在联合国，英国始终不认可这一说法：南非的做法违背了联合国宪章第七条。相反，英国在美国的配合下，英国出台了对瑞佛尼亚审判（1964年的瑞佛尼亚审判中，曼德拉和非洲民族议会的其他领导人被判处终身监禁）和其它政治判罪的言辞审慎的声明，尝试安抚亚非国家和本国及外国公众的意见，到1965年，制裁提议就无人问津了。
根据Lission的说法，英国的反对态度是以其在南非的经济利益为前提的，采取任何有实质意义的经济制裁，都会对这些利益产生威胁。

## 在美国的运动（1977-1989年）

### 沙利文原则（1977年）
Knight 写道，美国的反种族隔离运动组织发现，华盛顿对从经济上孤立南非的行动毫无参与的兴趣。政府的答复是或是说将组织游说私人企业和机构投资者抽身，或是对实行种族隔离制度国家投资只与公司的社会责任有关。行动得到了几位信仰坚定的机构投资者的配合，最终导致关于公司责任的跨宗教信仰中心（Interfaith Center on Corporate Responsibility）的成立，吸引了包括歌手保罗·西蒙在内的众多名人参与。
该行动的主要纲领就是人们所说的“沙利文原则”，它得名自提出者里昂·沙利文（Leon Sullivan）。沙利文，非洲裔美国传教士，1977年他也是企业巨人通用汽车公司的董事会成员。当时，通用汽车是在南非雇佣黑人最多的企业。沙利文原则要求企业运作的条件之一是，企业应当保证做到：员工不分肤色都必须得到平等的待遇，同时，无论是否在工作场所，资方都不得设立隔离环境。该原则直接违背了种族隔离时代南非政府所实行的种族歧视与隔离政策，因此，企业如果遵循沙利文原则，就不能在南非继续运作。
种族隔离运动组织劝说私人企业采纳沙利文原则的同时，运动也与机构投资者展开了斗争。反隔离积极分子倡议机构投资者收回对总部位于南非的所有公司的直接投资，同时游说所有在南非有利益、但尚未采纳沙利文原则的美国公司从南非撤资。公共养老基金之类的机构投资者是最容易受这些游说影响的。
在南非有利益的美国国有企业这样就遇到了两方面的问题：一方面，由关注撤资行动的持股人提交了股东决议，他们对公司所珍视的名誉的威胁远比对股价的要大。另一方面，如果一位以上的机构投资者决定撤资，公司就会面临严重的经济威胁。

### 赢得关键的多数（1984-1989年）
撤资行动在美国沉默了许多年，在1983年南非宪法规定“整套的种族隔离议会”，黑人开始抵制之后，行动才获得了关键的多数支持：Richard Knight这样写道：
在对种族隔离制度的全面抵制中，南非黑人动员起来，城镇完全无法管理，黑人地方官员集体辞职，政府1985年宣布国家进入紧急状态，出动了数千人的军队平息“动荡”。全世界的电视观众都看到了最新的报道，对隔离制度的大规模抵抗，民主运动的成长，军队和警察的野蛮应对。
南非运动的大规模电视报道的结果是“孤立实行种族隔离国家的国际行动急剧增长，这些行动结合了南非国内的局势，急剧改变了南非的国际经济形势”。

#### 大学的行动
反隔离行动1977年在西海岸的斯坦福大学开始。早期取得了一些成功，密歇根大学1978年要求彻底与南非撤资，另外取得成功的还有哥伦比亚大学和威斯康星大学麦迪逊分校。1978年密歇根大学提出撤资要求之后，密歇根州的三十多所大学和学院要求议会和政府从南非“脱离（divestiture）”，此决议被密歇根最高法庭否决。
哥伦比亚大学最早的撤资运动主要着眼于与南非政府有直接关联的公债和财政制度。之后行动又持续了一年，最早发动的是一名学生，他也是在1977年抗议学校授予前国务卿亨利·基辛格讲座教授（endow chair）的人。然后行动得到了众多学生社团的支持，许多有名的教员参与了抵制对南非投资委员会（Committee Against Investment in South Africa），并举行了许多辩论会和示威活动，同年，示威运动也在关注与南非有业务往来公司的财产受托人（trustee）。1978年5月示威达到高峰并占领了商学院研究生院，财产受托人大会设置了警卫，仍然被中断。
这些早期的成功为之后全美许多学校的运动设定了模式。1984年，南非黑人抵抗种族隔离运动的大规模电视报道引起了公众的密切关注，积极分子大量出现。
学生组织起来要求学校“脱离”，也就是要求学校撤出对与南非有贸易的，或在南非开展了业务的公司的投资。在许多大学，许多学生和教员都举行示威，迫使学校“脱离”。举个例子，1986年4月，在加州大学伯克利分校，示威者在校长办公室之前烧毁了一处棚屋，结果61名学生被捕。
这些有组织的“脱离”的结果之一就是，许多著名大学的理事委员会要求彻底从南非撤资，从在南非有重大利益的公司撤资。
1977年，罕布什尔大学最先做到了彻底撤资。
哈佛大学只是在面对激烈抵抗之后才部分“脱离”了南非，Adam Soften和Aln Wirzbicki如是说：
在整个80年代，哈佛的教授极大程度上避免卷入对南非种族隔离的示威，但新任校长Derek C.Bok是积极支持美国要求南非改革种族隔离制度的人。不过，学校花了很长时间才撤出与南非有业务的公司的投资，校方坚持说，通过代理人来投票，而不是撤出资金，能够更好地抵制隔离制度。但是经过十年的示威，哈佛确实采纳了有选择的撤资的策略，到80年代末，它几乎完全从南非脱离。
与哈佛完全相反的是加州大学，它许可从这个实行种族隔离的国家撤出三十亿美元的投资。纳尔逊·曼德拉曾说，他相信加州大学的大规模撤资对废除南非的种族隔离制度尤其重要。
总的来说，根据Knight的说法，历年从南非完全抽身的教育机构数目如下：
|              | 1984年 | 1987年 | 1988年 |
| 教育机构数目 | 53家   | 128家  | 155家  |

#### 州与城市
反隔离积极分子不只是在学校活动，在许多城市和州，他们也获得了立法委员的关注和同情。许多州和地方政府，尤其是旧金山，确实通过了法令要求放弃持有有价债券。结果就是“到1989年末，有26个县和超过90个城市已经采取了某些方式的与经济有关的方式，反对与南非有业务往来的企业。与这些地方政府有关的许多公共养老基金，被法律要求从南非公司撤资。这些地方政府还通过选择性的采购策略施加压力——“市政府在采购时，优先考虑与南非没有业务的公司”。

#### 联邦的行动
县和州的行动为联邦政府的行动搭建了舞台。

##### 全面反种族隔离法
它始于参众两院1986年提交给罗纳德·里根的全面反种族隔离法（Comprehensive Anti-Apartheid Act）。里根表态否定，但让人没有想到的是，里根所在的共和党的参议员却并没有理会里根的否定，这也证明了撤资运动的势力。Knight这样评价：
该法案禁止美国向南非提供新的投资，用于军队和警察的装备，新的银行贷款，除非确实处于贸易需要。限制贸易的特殊条款包含禁止进口农产品、纺织品、贝类、钢铁，铀以及国有企业产品的规定。
根据Knight的说法，法案的结果可以用经济数据来说明，从1985到1987年，美国从南非的进口下降了25%，此趋势在1988年扭转，当年增长了15%。在1985到1998年，美国到南非的出口增加了40%。
Knight把1988年的某些进口增长归因于1986年法案的缺乏巩固，Knight引述了1989年美国审计署的一段研究报告：法案的主要缺陷是没有禁止对南非的出口，甚至是电脑和其它资本物品的出口。

##### 统一综合预算汇编法案
联邦政府的另一个办法是1987年查尔斯·兰格提交的统一综合预算汇编法案（Budget Reconciliation Act）修正案，该法案取消了美国公司因为在南非交税所能获得的退税待遇。结果是，在南非有业务的美国公司需要交双倍的税，根据Night的说法：
相关的总的数额是很大的。根据国内收入署的数据，1982年涉及的税金就有221,593,000美元，对应当纳税的收入440,780,000美元。南非的美国商会估计，该法案把美国公司在南非获利的税率从57.5%提高到了72%。

##### 更多的立法努力
1988年国会通过了更严格的制裁方案。该方案要求“所有的美国公司从南非撤出，美国公民撤出对南非公司的所有投资，终结与南非的大多数贸易，只许进口少数战略性矿物资源”。法案最终没有立法通过，因为参议院没有批准。即便如此，这样一条苛刻的提案虽然没有通过，但如果南非的政治局势保持不变，它仍然“警告了南非政府和美国公司，将来可能有进一步的制裁”。

## 对南非的影响

### 经济影响
虽然后殖民时代的非洲国家为支持抵抗运动，已经对南非采取了制裁，但这些措施只有很少的影响，因为涉及的经济规模相对较小。只有包括美国在内的主要西方国家从1984年中开始卷入之后，南非的经济才真正受到影响。从1984年之后，根据Knight的说法，因为撤资运动和偿还国外贷款，南非经历了巨大的资本外流。每年的净流出资本数目是：
- 1985年92亿美元
- 1986年61亿美元
- 1987年31亿美元
- 1988年55亿美元

资本外逃导致了南非货币兰特的国际兑换率急剧下跌，同时导致进口商品价格大幅上升，结果南非的通货膨胀高达每年12%-15%。
南非政府确实尝试过抵制带来灾难的资本外逃。Knight写道“在1985年9月，南非政府采取了一套货币控制政策，并中止偿还债务”。根据货币交换政策，南非居民都不得从国家抽出资本，外国投资者只能通过金融兰特（financial rand）来撤出资本，实际价值要比商业兰特（commercial rand）低20%-40%。也就是说，撤资的公司所收回的美元要少得多。

## 批评
自由至上主义运动的领袖和辩护师穆瑞·罗斯巴德也反对撤资，认为抵制的最直接结果会作用到南非的黑人工人身上，最好的解决问题的办法就是鼓励南非的贸易和自由市场资本主义的增长。
罗纳德·里根，当时的美国总统，在撤资行动达到最高潮时，也反对撤资行动，相反偏好与比勒陀利亚政府的“建设性交往”。